# Felix van Sambix

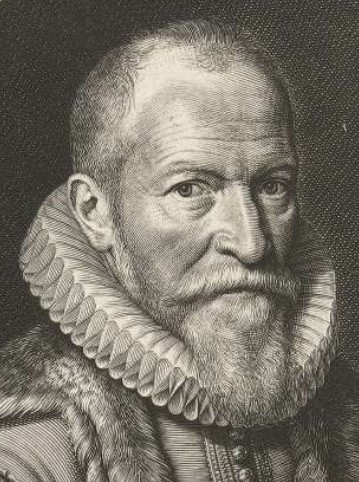
Felix van Sambix. Gravure naar een schilderij van van Mierevelt

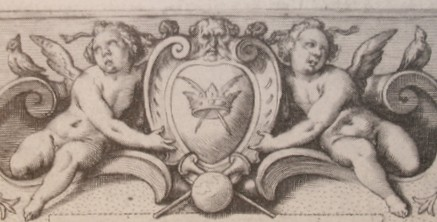
Prijs van de Bekroonde Pen voor Sambix (1590)

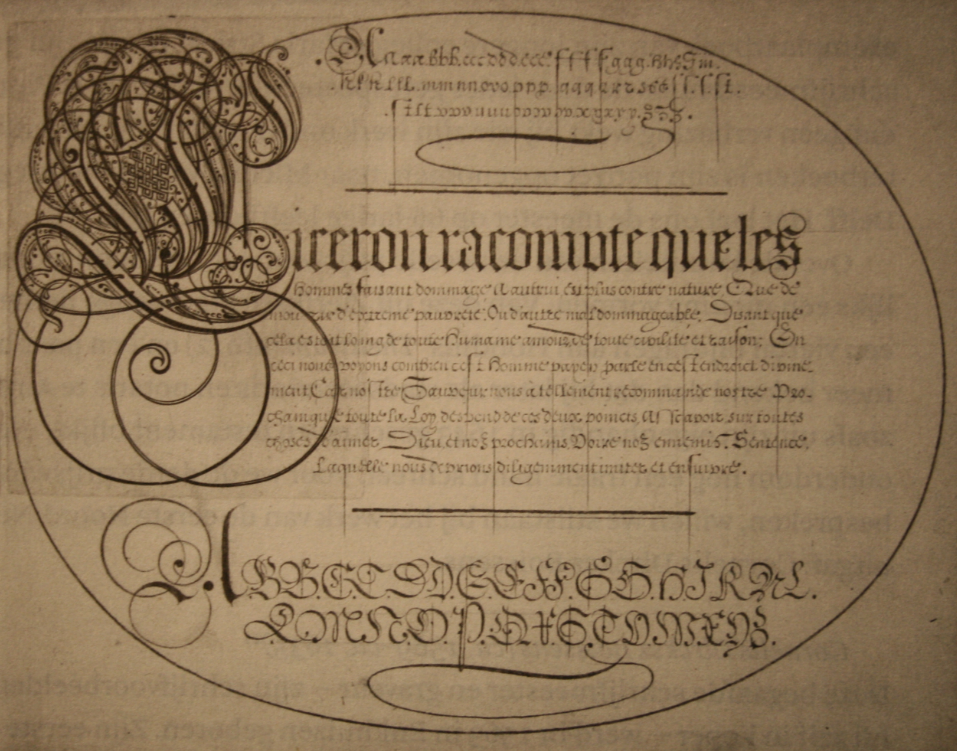
Nouvel Alphabet of Nieuw ABC; kalligrafisch werk van Sambix (1609)

Felix van Sambix (Antwerpen, circa 1553 – Delft, 1642) was een meesterschrijver, schoolmeester en boekhoudkundige, eerst in Antwerpen en later in Delft. Een meesterschrijver was onder het ancien régime wat we vandaag kalligraaf noemen, doch hij was evenzeer illustrator, dichter en voegde Latijnse zinnen toe.

## Naam
Varianten van zijn naam zijn Felix van Sambeek, van Santwyc of van Santwickx. Mogelijk was zijn familie afkomstig van Sambeek, in Noord-Brabant, doch dit staat niet vast. De Latijnse naam van Sambeek is alleszins Sambix.

## Levensloop

### Antwerpen
Sambix groeide op in Antwerpen. Hij huwde er een eerste maal, met een vrouw van wie de naam onbekend is. Op 3 juli 1571 trad Sambix toe tot de gilde van Ambrosius van Milaan, beter bekend als de gilde van de onderwijzers. Hij gaf les in rekenen en Frans. Wanneer Antwerpen in handen was van de Calvinisten, onderwees hij het vak van meesterschrijver in het Minderbroederklooster. Dit combineerde hij met zijn lesopdrachten als onderwijzer. Tijdens het Beleg van Antwerpen kon hij zijn eerste kalligrafisch werk drukken (1584-1585). De titel was Nouvel ABC par Felix van Sambix. Na de val van Antwerpen (1585), een keerpunt in de Tachtigjarige Oorlog, verhuisde Sambix met vrouw en kinderen naar Delft (1586).

### Delft
In Delft gaf Sambix les als onderwijzer, vooral in de Franse taal. De zaken gingen goed en Sambix nam een 2e onderwijzer in dienst. Nog in 1586 geraakte hij in een discussie verwikkeld met Marten Wentsel, ook een schoolmeester. Het probleem was de berekening van renten van geleend geld. Tien jaar later geraakte het dispuut opgelost: Ludolf van Coelen toonde aan dat Sambix correct gerekend had. Dit is beschreven in een boek van van Coelen, met de titel Van den Cirkel. Eind van de jaren 1590 bekwaamde Sambix zich in boekhouding; zijn rekenkundige kennis kwam goed van pas. Hij bood zijn diensten van boekhouder aan in Delft.
Hij werd benoemd tot hoofd van de school van Delftse schoonschrijvers. De aanleiding was zijn eerste prijs in kalligrafie die hij behaalde in Rotterdam (1590). Het ging om de prys van den loflycken vederstrijdt. In het Frans sprak Sambix van le Prix de la Plume couronnée. Hij mocht overal ondertekenen met de titel van Bekroonde Pen.
In 1594 werd Sambix weduwnaar. Hij hertrouwde 6 maanden later, in Delft, met Anneken Conincx, afkomstig uit Etten (1594).
Hij publiceerde meerdere dichtwerken verlucht met verzorgde letters in dichtbundels van verschillende auteurs. Volledig eigen werk van Sambix is terug te vinden in Discrétion (1594) en Nouvel Alphabet (1609). Vanaf 1600 woonde hij in een herenhuis in de Peperstraat in Delft. Het huis droeg de naam "In 't Vergulde Schrijfboeck". In 1642 overleed Sambix. Hij werd begraven in Delft. Zijn zoon Felix van Sambix de Jongere, die nog in Antwerpen geboren was, had als beroep verkoper en drukker van boeken.

## Portret en devies
Michiel van Mierevelt uit Delft schilderde zijn portret; diens schoonzoon Willem Jacobsz graveerde het. De gravure bevindt zich in het Rijksmuseum Amsterdam. Sambix is afgebeeld aan zijn schrijftafel met een pen. De begeleidende tekst spreekt over decus calami of de sierlijkheid van de pen (letterlijk: van de rietstengel), alsook over aurea victrici manu, of, met de gouden zegevierende hand. Onderaan staat zijn devies. Het devies is een woordspeling op zijn voornaam: In Adversis Felix. Dit betekent: gelukkig in tegenslagen.
- Biografisch Portaal: 30339350
- Digitale Bibliotheek voor de Nederlandse Letteren: samb002
- Library of Congress Control Number: no98065803
- RKD-Nederlands Instituut voor Kunstgeschiedenis: 359914
- Union List of Artist Names: 500102428
- Virtual International Authority File: 9461771
- WorldCat: E39PBJrWDVmcm9qyK967rwpkjC